# Коронавірусна хвороба 2019 на Майотті
Епідемія коронавірусної хвороби 2019 на Майотті — це поширення пандемії коронавірусної хвороби 2019 на територію Майотти. Перший випадок хвороби у цьому заморському департаменті Франції зареєстровано 13 березня 2020 року. 31 березня 2020 року зареєстрована перша смерть від коронавірусної хвороби на острові.

## Хронологія

### Березень 2020 року
10 березня на Майотту прибув чоловік з французького департаменту Уаза. У нього були грипоподібні симптоми, і він три дні знаходився під спостереженням у лікарні. 13 березня у чоловіка підтверджено позитивний тест на COVID-19.
17 березня був виявлений третій випадок хвороби, також в особи, що прибула на острів. Пізніше на Майотті встановлено режим карантину, як і в метрополії. Існувала велика стурбованість швидкого поширення хвороби на острові у зв'язку з наявністю єдиного лікарняного центру на острові з населенням 263 тисячі жителів та нестабільними умовами життя (84 % населення живуть за межею бідності).
18 березня влада створила систему контролю за станом здоров'я в аеропорту Дзаудзі з волонтерськими постами шкільних медсестер.
23 березня депутат Національної асамблеї Франції Мансур Камардін, який був дуже стурбований станом медичного обслуговування на острові, організував доставку на острів 69 додаткових ліжок для відділень інтенсивної терапії, оскільки до цього там було всього 16 ліжок інтенсивної терапії.
25 березня на острові запроваджена комендантська година з 20:00 до 05:00. Заборонено збиратися групами більш ніж 2 осіб. По всьому острову запроваджено обмеження руху.
30 березня кількість випадків хвороби на острові досягла 50.
31 березня на Майотті зареєстровано першу смерть від коронавірусної хвороби. До цієї дати на острові зареєстрований 101 випадок хвороби і 10 одужань, та було 90 активних випадків хвороби.

### Квітень 2020 року
1 квітня 2020 року на Майотті перевищено поріг у 100 випадків хвороби.
3 квітня депутат Національної асамблеї Франції Мансур Камардін був госпіталізований, пізніше в нього підтверджено позитивний тест на COVID-19; він був інфікований місцево.
4 квітня між Реюньйоном та Майоттою був встановлений повітряний міст для постачання острова санітарно-гігієнічними засобами та, за необхідності, медичними працівниками.
8 квітня повідомлено про другу смерть від COVID-19 на Майотті; так само, як і в першому випадку, у хворого була низка хронічних хвороб. 16 квітня директор Регіонального агентства охорони здоров'я Майотти Домінік Войне повідомив, що особою, яка померла 8 квітня до перевезення на Майотту за результатами рентгенографії з типовими ознаками COVID-19, був великий муфтій Коморських Островів Саїд Тойхір. Це повідомлення спричинило дипломатичний скандал між Коморськими Островами та Францією. Міністр закордонних справ Коморських Островів Мохамед Ель-Амін Суеф на це відповів: «Якщо цей випадок підтверджений на Коморських Островах, то не Домінік Войне має повідомляти про це, ми є незалежними з 6 липня 1975 року». 30 квітня Коморські Острови повідомили про виявлення першого випадку хвороби на своїй території.
10 квітня служба охорони здоров'я острова повідомила про виявлення 191 випадку хвороби, у тому числі 41 медичного працівника; 17 осіб госпіталізовано, з них 4 в реанімацію; Одужали 50 хворих. Того ж дня опубліковано звіт наукової ради з поширення коронавірусної хвороби в заморських територіях Франції, в якому закликається до посилення карантину та подвоєння кількості ліжок у лікарнях. Ситуація на Майотті вважалася тривожною, на острові необхідно було створити позалікарняну структуру для ізоляції безсимптомних випадків.
11 квітня повідомлено про третю смерть від коронавірусної хвороби; кількість випадків хвороби зросла до 196.
12 квітня на острові загалом було зареєстровано 203 випадки хвороби, 67 хворих одужали, на той день на острові проведено понад 1400 тестів на коронавірус.
13 квітня загалом було зареєстровано 207 випадків хвороби, у тому числі 42 медичних працівники.
14 квітня на допомогу на Майотту прибули медики з Франції. Усім їм провели тестування на коронавірус перед посадкою на літак, і вони не будуть іти на карантин після прибуття, але повинні дотримуватися спеціальних правил безпеки.
15 квітня група студентів з Майотти у Франції написала відкритий лист про те, що вони просять про репатріацію, оскільки вони майже місяць перебували у майже порожньому гуртожитку. Про плани репатріації з Франції поки не повідомлялося, однак 2 травня представництво Майотти в Парижі надало екстрену допомогу студентам та іншим мешканцям, які перебували у материковій Франції. Уряд Франції вирішив надати грант у розмірі 200 євро для всіх студентів віком до 25 років, які перебувають у Франції. Спілка студентів з Реюньйону у Франції висловила своє розчарування таким рішенням.
15 квітня на Майотті виявлено випадок хвороби у жителя Коморських Островів, де на той день не було офіційно зареєстровано випадків COVID-19. Після цього було заборонено будь-який рух транспортних засобів по морю з метою кращого запобігання незаконному перетину кордону на човнах.
16 квітня запроваджені заходи щодо запобігання поширення хвороби серед вагітних жінок, оскільки на той день на острові зареєстровано 10 позитивних тестів на коронавірус у вагітних. Загалом проведено 1600 тестувань на коронавірус.
16 квітня префект Майотти Жан-Франсуа Коломбет сказав, що нинішня ситуація — це боротьба на багатьох фронтах, де продовольча безпека також є важливою проблемою. Розпочався розподіл талонів на їжу на суму в 2 мільйони євро. Коломбет також закликав продовольчі ринки залишатися відкритими під час Рамадану.
17 квітня повідомлено про четверту смерть від коронавірусної хвороби. До цього часу було проведено 1700 тестувань.
18 квітня повідомлено, що в березні померло 108 осіб, що на 30 % більше, ніж у 2019 році. 40 % смертей зареєстровано в осіб старших 75 років.
20 квітня керівник служби охорони здоров'я острова Домінік Войне повідомила, що розглядає можливість перенесення зняття обмежень до Рамадану. Одночасно на Майотті також триває епідемія гарячки денге, на той день зареєстровано вже більш ніж 1000 випадків хвороби.
21 квітня Національний інститут статистики і економічних досліджень Франції опублікував звіт про умови життя осіб, які перебувають на карантині на Майотті. 30,4 % осіб проживають в одно- або двокімнатних будинках, де живуть ще 4 або більше осіб, а 81 тисяча осіб не мають доступу до води у своєму будинку, що ускладнює ефективну ізоляцію.
23 квітня Асоціація мерів Майотти заявила, що умов для відновлення навчання в школах з 11 травня, як оголосив президент Франції, ще не виконано, і вимагають додаткових гарантій для безпечного початку навчання.
24 квітня великий Каді Махамуд Хамада Санда закликав жителів острова молитися та святкувати Рамадан окремо, і не брати участь у спільних трапезах. Усі 325 мечетей на острові закриті, й залишатимуться закритими до цього часу, доки це буде необхідно.
25 квітня повідомлено, що приватна лабораторія проводитиме також тестування на коронавірус. Станом на 25 квітня було проведено понад 2500 тестів.
Станом на 27 квітня Майотта стала найбільш ураженою заморською територією Франції, і на той день захворюваність на острові складала становить 1550 випадків на мільйон осіб.
27 квітня військові доставили на Майотту 15 тонн продовольства. Вантаж включав свіжі фрукти та овочі, м'ясо, яйця, цукор та шоколад, а також гігієнічні продукти.
28 квітня не було оновлень статистичних даних про поширення хвороби ні на сайті префектури, ні на сайті служби охорони здоров'я. 29 квітня опубліковано лише заяву Домінік Войне про те, що 28 квітня було ще 40 випадків хвороби, а 29 квітня — ще 39.
29 квітня на Майотті запроваджений 3-ій рівень епідемічної небезпеки, що означало, що коронавірус на той момент активно циркулював по острову. Про скасування обмеження 11 травня не могло бути й мови.
30 квітня міністр заморських територій Франції Аннік Жирарден повідомила про подвоєння кількості тестувань на Майотті, та створення польового госпіталю. У більшості заморських територій реєструється або мало випадків хвороби, або взагалі не реєструються нові випадки хвороби, або епідемія контролюється. Ситуація на Майотті однак викликає занепокоєння. На той час на Майотті проведено тестування 3 тисяч осіб із 262895 жителів острова (на 2017 рік). Кількість випадків хвороби досягла 539, з яких 300 були активними. Повідомлено про 4 смерті від COVID-19.

### Травень 2020 року
1 травня не було офіційного оновлення кількості випадків, однак було повідомлено про 4 нових смерті від коронавірусної хвороби, загальна кількість померлих зросла до 8. 2 травня кількість померлих зменшено до 6, оскільки у 2 померлих остаточно встановлено негативний тест на коронавірус.
4 травня повідомлено, що імам мечеті Джума в Мамудзу шейх Абдурахаман Бен Омар помер у ніч з неділі на понеділок від COVID-19.
5 травня прем'єр-міністр Франції Едуар Філіпп заявив, що рішення про скасування карантинних заходів на Майоті буде відкладено до 13 травня.
7 травня повідомлено, що Майотта стане єдиним департаментом Франції, в якому карантин не буде знято через чотири дні, оскільки кількість випадків на душу населення (3248 випадків на 1 мільйон) вище, ніж у середньому по Франції (2053 випадки на 1 мільйон), і кількість випадків хвороби продовжує збільшуватися.
8 травня префект Реюньйону Жак Більян підтвердив, що частину хворих з Майотти перевели на Реюньйон, та нещодавно було проведено дві медичні евакуації.
11 травня міністр заморських територій Франції Аннік Жирарден повідомила про направлення додаткових ресурсів на боротьбу з поширенням хвороби на Майотті, зокрема про розгортання польової лікарні та направлення на острів 100 медичних працівників. Діюча польова лікарня вже була перетворена на міську. Щоб розвантажити місцеві лікарні, частина хворих евакуйовані на Реюньйон.
11 травня повідомлено, що один із нових випадків хвороби зареєстрований у новонародженої дитини, яка інфікувалась від матері. У лікарні повідомили, що причин для занепокоєння станом дитини немає.
12 травня повідомлено, що один з перших хворих, які перебували в реанімації, одужав. Після погіршення стану хворого його госпіталізували, перевели в реанімацію, де інтубували та перевели в індуковану кому, пізніше він вийшов із коми та знову зміг дихати. На той день хворий знаходився на реабілітації на Реюньйоні.
31 травня випадок COVID-19 виявили у в'язниці Маджікаво. Усім в'язням, охоронцям та персоналу проведено тестування на коронавірус, виявлено 107 позитивних результатів. Ще 45 позитивних результатів тестів виявлено 1 червня. До кінця травня на острові виявлено загалом 1871 випадок хвороби та зареєстровано 23 смерті.

### Червень-вересень 2020 року
У червні на острові зареєстровано 732 нових випадки хвороби, загальна кількість випадків хвороби зросла до 2603. Кількість померлих зросла до 35. Кількість одужань зросла до 2324, а наприкінці місяця на острові залишилися 244 активні випадки хвороби.
У липні 2020 року на острові зареєстровано 359 нових випадків хвороби, загальна кількість випадків хвороби зросла до 2962. Кількість померлих зросла до 39. Кількість одужань зросла на 397 до 2721, наприкінці місяця на острові залишилось 202 активні випадки хвороби (на 17 % менше, ніж наприкінці червня).
Станом на 16 серпня 2020 року Майотта була офіційно внесена до зеленої зони, що означало, що циркуляція вірусу на острові вважалася контрольованою. Протягом місяця було зареєстровано 339 нових випадків хвороби, загальна кількість випадків хвороби зросла до 3301. Кількість померлих зросла до 40.
У вересні 2020 року зареєстровано 478 нових випадків хвороби, загальна кількість випадків хвороби зросла до 3779. Кількість померлих зросла до 42.

### Жовтень-грудень 2020 року
У жовтні на острові зареєстровано 649 нових випадків хвороби, загальна кількість випадків хвороби зросла до 4428. Кількість померлих зросла до 44.
У листопаді на острові зареєстровано 753 нових випадки хвороби, загальна кількість випадків хвороби зросла до 5181. Кількість померлих зросла до 49.
У грудні на острові зареєстровано 709 нових випадків хвороби, загальна кількість випадків хвороби зросла до 5890. Кількість померлих зросла до 55.

### Січень-березень 2021 року
Перший випадок південноафриканського варіанту COVID-19 виявлений на острові 15 січня 2021 року. Кампанія вакцинації проти COVID-19 розпочалася на Майотті 25 січня 2021 року. До кінця місяця було виявлено 78 випадків варіанту 501.V2. Перший випадок британського штаму виявлений на острові в останній тиждень січня. У січні на острові зареєстровано 2341 новий випадок хвороби, загальна кількість випадків хвороби зросла до 8231. Кількість померлих зросла до 61.
Кількість випадків хвороби на острові в лютому збільшилася більш ніж удвічі до 16861. Кількість померлих зросла до 109.
У березні на острові зареєстровано 2629 нових випадків хвороби, загальна кількість випадків хвороби зросла до 19490. Кількість померлих зросла до 162. З початку вакцинації 25 січня 15158 осіб отримали принаймні одну дозу вакцини, а 5083 особи дві дози.

### Квітень-червень 2021 року
У квітні на Майотті зареєстровано 604 нові випадки хвороби, загальна кількість випадків хвороби зросла до 20094. Кількість померлих зросла до 170.
У травні 2021 року на Майотті зареєстровано 193 нових випадки хвороби, загальна кількість випадків зросла до 20287. Зареєстрована кількість випадків зросла до 19347. Кількість померлих зросла до 173. До кінця травня введено 44947 доз вакцини, 16938 осіб були повністю вакциновані.
У червні на Майотті зареєстровано 78 нових випадків хвороби, загальна кількість випадків зросла до 20365. Зареєстрована кількість випадків зросла до 19425. Кількість померлих зросла до 174. До кінця місяця введено 72097 доз вакцини, 30535 осіб були повністю вакциновані.

### Липень-вересень 2021 року
У липні на острові зареєстровано 78 нових випадків хвороби, загальна кількість випадків зросла до 20443. Зареєстрована кількість випадків зросла до 19503. Кількість померлих залишилася незмінною.
У серпні на острові зареєстровано щонайменше 324 нових випадки хвороби, загальна кількість випадків зросла щонайменше до 20767. Зареєстрована кількість випадків зросла до 19827. Кількість померлих зросла до 175.

### Подальший перебіг
У 2021 році у 71 % жителів Майотти віком від 15 років були виявлені антитіла до COVID-19.
У 2021 році було зареєстровано 17797 випадків хвороби і 130 смертей, що довело загальну кількість зареєстрованих випадків до 23687, а кількість смертей — до 185. 71 випадок можна було б пов'язати з кластерами у в'язниці Мажикаво.
У 2022 році було зареєстровано 18306 випадків хвороби і 2 смерті, внаслідок чого загальна кількість зареєстрованих випадків досягла 41993, а кількість померлих — 187.

## Заходи боротьби з поширенням хвороби
15 березня 2020 року закриті всі навчальні заклади на острові.
15 березня 2020 року запроваджено дотримання соціального дистанціювання. Усі заклади, робота яких не є життєво необхідною, повинні бути закриті.
18 березня 2020 року запроваджено обов'язкову самоізоляцію терміном на 14 днів для всіх осіб, які прибувають на Майотту.
20 березня 2020 року заборонений вхід на пляжі, бухти та незаселені острови.
25 березня 2020 року запроваджена комендантська година з 20:00 до 05:00. Заборонені зібрання та громадські заходи за участю більш ніж 2 осіб. По всьому острову запроваджені обмеження руху транспорту.
22 квітня 2020 року знову відкрились ринки з продажу сільськогосподарської продукції в Коконі, Чиронгуї та Кавені. 3 травня відкрився ринок в Саді.